# Arrondissement di Gap
L'arrondissement di Gap è un arrondissement dipartimentale della Francia situato nel dipartimento delle Alte Alpi, nella regione della Provenza-Alpi-Costa Azzurra.

## Storia
Fu creato nel 1800, sulla base dei preesistenti distretti.

## Composizione
L'arrondissement è composto da 126 comuni raggruppati in 11 cantoni:
- cantone di Chorges
- cantone di Embrun
- cantone di Gap-1
- cantone di Gap-2
- cantone di Gap-3
- cantone di Gap-4
- cantone di Laragne-Montéglin
- cantone di Saint-Bonnet-en-Champsaur
- cantone di Serres
- cantone di Tallard
- cantone di Veynes